# Ганди, Кобад
Кобад Ганди (хинди कोबाद गांधी; 1951) — индийский революционер, идеолог наксалитского движения, один из руководителей подпольной Коммунистической партии Индии (маоистской).
Происходит из зажиточной семьи парсов, но во время учёбы в Англии присоединился к леворадикальному движению и вскоре был депортирован на родину, где со времён Индиры Ганди находился в левой оппозиции в Мумбаи, откуда в 1982 году перебрался в Нагпур. Отвечал за Юго-западное региональное бюро, координировавшее наксалитскую деятельность в Тамил-Наду, Карнатаке, Керале и Махараштре. С 2009 года находится под арестом, произведённым, когда он проходил курс лечения от рака. Жена — Анурадха Шанбаг, которая умерла в апреле 2008 года от церебральной малярии.